# Kulturzeit
Kulturzeit ist ein Fernsehmagazin auf 3sat, das montags bis freitags von 19:20 bis 20:00 Uhr ausgestrahlt wird; neben Kultur im engeren Sinne werden auch kulturpolitische Themen behandelt.

## Geschichte

Kulturzeit-Logo bis 2008

Kulturzeit-Logo ab ca. 2008

Am 2. Oktober 1995 wurde Kulturzeit zum ersten Mal gesendet; durch die Sendung führte Gert Scobel.
Am 7. April 2008 erhielt die Sendung ein neues Logo, ein neues Design und eine neue Studiokulisse. Anlässlich des 3sat-Thementages „Imperium Romanum“ am Samstag, dem 23. August 2008, wurde eine Sonderausgabe mit dem Titel „O Tempora!“ vollständig in lateinischer Sprache gesendet. Das 15-jährige Jubiläum feierte man mit einer 3-stündigen Ausgabe mit dem Titel „Lange Nacht der Kultur“. In der Sendung präsentierte man Ausschnitte aus den vergangenen 15 Jahren Kulturzeit und im Studio waren Interviewpartner zu Gast. Am 7. Dezember 2012 sendete man die Extra-Ausgabe „Kinderkulturzeit“, eine Sendung aus der Sicht von Kindern. Moderiert wurde die Sendung von Nina Wegener, der Gewinnerin des KiKA-Komponistenwettbewerbs „Dein Song 2012“. Am 7. Februar 2020 führte der Roboter Pepper als Co-Moderator gemeinsam mit TV-Moderatorin Cécile Schortmann durch eine Ausgabe der Kulturzeit. Am 16. April 2021 sendete die 3sat Kulturzeit eine Sondersendung im kurpfälzischen Dialekt der Stadt Mannheim mit Comedian Bülent Ceylan als Co-Moderator.

## Produktion
Die Sendung wird von einer Redaktion unter der Leitung von ARD und ZDF in den ZDF-Studios in Mainz produziert und zeigt Beiträge von ARD, ZDF, ORF und SRF sowie selbst hergestellte Beiträge.
Laut ZDF entstehen Kosten von ca. 30.000 Euro pro Folge der 40-minütigen Sendung.
Nach der Erstausstrahlung werden aktuelle Ausgaben auf ARD alpha und DW-TV wiederholt.

## Moderation

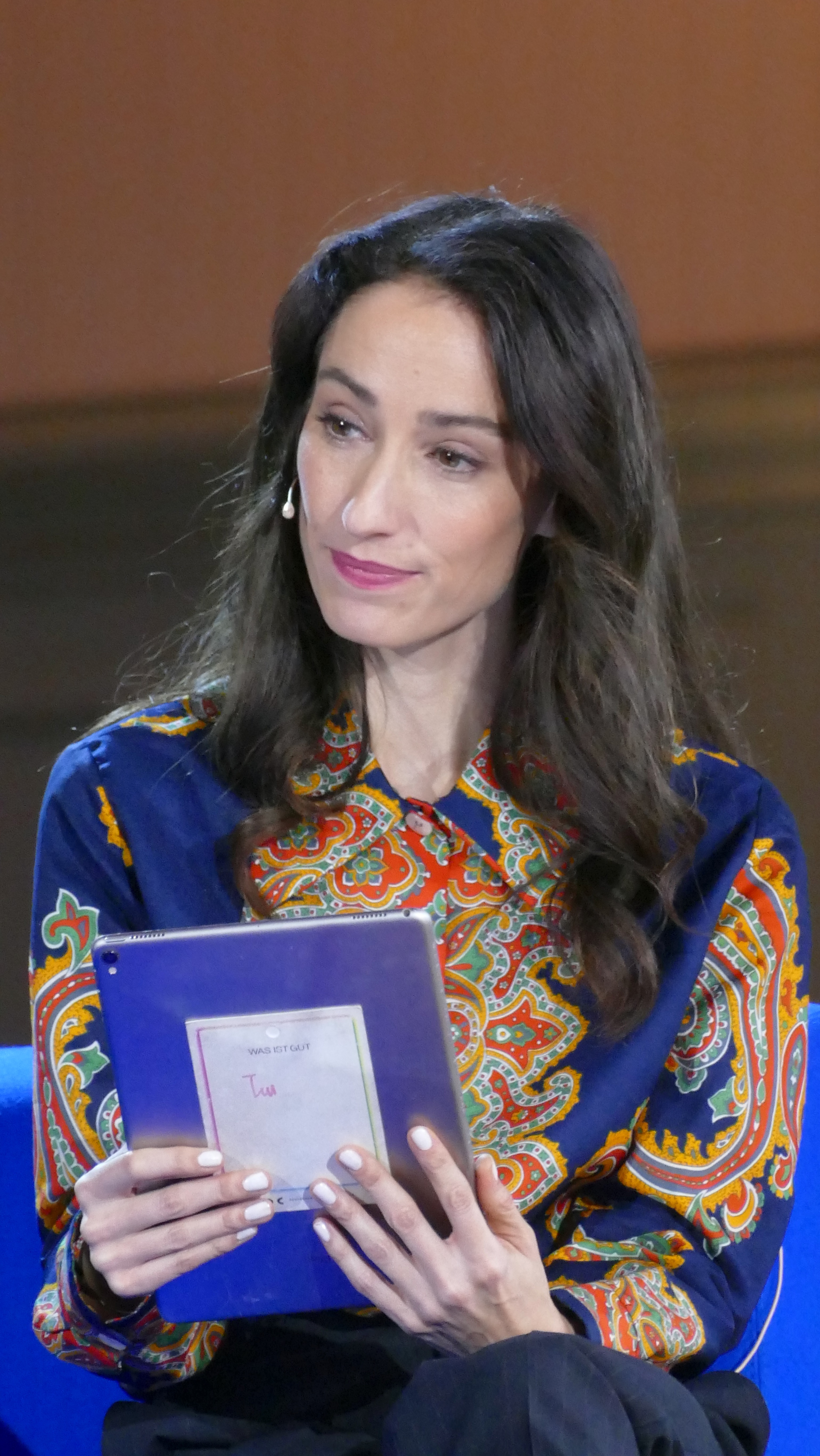
Moderatorin seit 2017: Vivian Perkovic

Das Magazin wird wöchentlich abwechselnd von Cécile Schortmann (seit 2008, ARD), Nina Mavis Brunner (seit 2017, SRF), Vivian Perkovic (seit 2017, ZDF) und Lillian Moschen (seit 2021, ORF) moderiert. Als Vertretung kommt seit 2018 Ariane Binder (ARD) zum Einsatz.
Frühere Moderatoren waren Gert Scobel (1995–2007 sowie vertretungsweise im Dezember 2014 und im Dezember 2020, ARD), Andrea Schurian (1995–1997, ORF), Karin Müller (1995–1997, SF DRS), Catherine Ann Berger (1997–2003, SF DRS), Eva Wannenmacher (2003–2004, SF DRS), Ernst A. Grandits (1996–2016, ORF), Tina Mendelsohn (2001–2016, ZDF), Andrea Meier (2004–2017, SRF) und Peter Schneeberger (2017–2020, ORF). Von Juli bis September 2006 übernahm Max Moor die Schwangerschaftsvertretung für Andrea Meier. Von August 2022 bis März 2023 übernahm Nino Gadient die Elternzeitvertretung für Nina Mavis Brunner.
Im April 2008 moderierte Katrin Bauerfeind während des Umbaus der Studiodekoration von Kulturzeit die Sendung Baustelle Kulturzeit.

## Auszeichnungen
- 1999: Deutscher Fernsehpreis – Beste Informationssendung
- 2009: Deutscher Kritikerpreis
- 2018: Hanns-Joachim-Friedrichs-Preis – Sonderpreis
- 2022: Deutscher Fernsehpreis – Beste Information